# Nowy Staw (Poméranie)

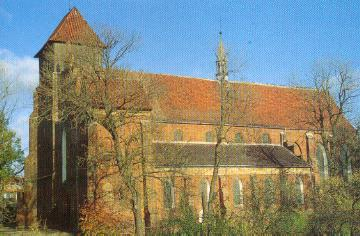
L'église saint Matthieu (1450)

Nowy Staw est une ville polonaise de la voïvodie de Poméranie et du powiat de Malbork.
La ville est le siège de la gmina de Nowy Staw. Elle s'étend sur 4,67 km2 et comptait 4 403 habitants en 2008.

## Personnalités
- Ryszard Kasyna (1957-), évêque né à Nowy Staw.